# Atílio Ancheta
Atílio Genaro Ancheta Weigel (19 lipca 1948 we Floridzie) – urugwajski piłkarz grający jako prawy obrońca.

## Życiorys

### Kariera klubowa
Ancheta jest wychowankiem stołecznego Nacionalu, z którym zdobył trzy mistrzostwa kraju i rozgrywki Copa Libertadores w 1971. 
W tym samym roku, zmienił klub, przechodząc do brazylijskiego klubie Grêmio Porto Alegre, gdzie spędził kolejne osiem lat. W trakcie pobytu w klubie, został wybrany najlepszym piłkarzem ligi brazylijskiej sezonu 1973, za co otrzymał złotą piłkę (Bola de Oruro). Później - przez krótki czas - grał dla kolumbijskiego Millonarios, żeby w 1982 roku wrócić do macierzystego Nacionalu, w którym rok później zakończył karierę. 

### Kariera reprezentacyjna
Uczestnik Mistrzostw Świata w 1970 roku, gdzie zajął czwarte miejsce. Zagrał we wszystkich sześciu meczach - z Izraelem, Włochami, Szwecją, ZSRR, Brazylią i Niemcami. 
Łącznie w barwach narodowych rozegrał 20 spotkań i zdobył 1 bramkę.

## Sukcesy
Nacional
- Primiera División: 1969, 1970, 1971
- Copa Libertadores: 1971